# Músculo extensor radial curto do carpo
O músculo extensor radial curto do carpo é um músculo do antebraço. Realiza os movimentos de extensão e desvio radial do punho .